# (4806) Miho
(4806) Miho est un astéroïde de la ceinture principale.

## Description
(4806) Miho est un astéroïde de la ceinture principale. Il fut découvert le 22 décembre 1990 à Yakiimo par Akira Natori et Takeshi Urata. Il présente une orbite caractérisée par un demi-grand axe de 2,23 UA, une excentricité de 0,10 et une inclinaison de 5,2° par rapport à l'écliptique.

## Compléments